# Seralizin
Seralizin (EC 3.4.24.40, Pseudomonas aeruginosa alkalinska proteinaza, Escherichia freundii proteinaza, Serratia marcescens ekstraćelijska proteinaza, Serratia marcescens metaloproteinaza, Pseudomonas aeruginosa alk. proteaza, Serratia marcescens metaloproteaza) je enzim. Ovaj enzim katalizuje sledeću hemijsku reakciju
Preferentno razlaganje veza sa hidrofobnim ostacima u P1'
Ova endopeptidaza je prisutna u Pseudomonas aeruginosa, Escherichia freundii, Serratia marcescens i Erwinia chrysanthemi.

## Literatura
- Nicholas C. Price; Lewis Stevens (1999). Fundamentals of Enzymology: The Cell and Molecular Biology of Catalytic Proteins (Third изд.). USA: Oxford University Press. ISBN 019850229X.
- Eric J. Toone (2006). Advances in Enzymology and Related Areas of Molecular Biology, Protein Evolution (Volume 75 изд.). Wiley-Interscience. ISBN 0471205036.
- Branden C; Tooze J. Introduction to Protein Structure. New York, NY: Garland Publishing. ISBN 0-8153-2305-0.
- Irwin H. Segel. Enzyme Kinetics: Behavior and Analysis of Rapid Equilibrium and Steady-State Enzyme Systems (Book 44 изд.). Wiley Classics Library. ISBN 0471303097.

## Spoljašnje veze
- Serralysin на 